# Fondement de la morale (Schopenhauer)
 (octobre 2018).
Si vous disposez d'ouvrages ou d'articles de référence ou si vous connaissez des sites web de qualité traitant du thème abordé ici, merci de compléter l'article en donnant les références utiles à sa vérifiabilité et en les liant à la section « Notes et références ».

Arthur Schopenhauer

Le Fondement de la morale (Über die Grundlage der Moral en allemand) est un essai d'Arthur Schopenhauer publié en 1840, en réponse à la question d'une société savante, puis regroupé avec son autre essai Essai sur le libre arbitre sous le titre Les deux problèmes fondamentaux de l'éthique.
Schopenhauer y critique considérablement l'approche kantienne des Fondements de la métaphysique des mœurs et il insiste sur la racine "sensible" et "affective" du comportement moral humain : la compassion ou pitié (mitleid en allemand). Il s'inscrit ainsi dans la continuité  du Discours sur l'origine et les fondements de l'inégalité parmi les hommes de Jean-Jacques Rousseau.

## Critique du fondement de la morale chezKant

### Vue d’ensemble du sujet
Selon Schopenhauer, Kant a eu l'indéniable mérite de "purifier" la morale de l’eudémonisme des Anciens pour la majorité desquels la vertu s’identifie presque toujours à la félicité.
Cependant, pour Schopenhauer, la philosophie morale de Platon était déjà une exception notable à cette "morale des anciens" car son éthique est "désintéressée" et "ascétique" ; c'est d'ailleurs aussi pourquoi, elle  tourne, quelquefois, au "mysticisme".
Mais, en général, la vertu est, pour "les anciens" - comme d'ailleurs aussi pour "les modernes"- très et surtout trop souvent appréhendée comme étant davantage un "moyen" qu'une "fin" (et il en est de la "vertu" chez les anciens comme il en est souvent du "salut" pour les modernes) et  c'est pourquoi, selon Schopenhauer, cette "morale" demeure encore relativement "insuffisante".
Les fondements de la métaphysique des mœurs constituent la "base" de la philosophie morale d'Emmanuel Kant et la Critique de la raison pratique n’y ajoute que la conception  du rapport entre la liberté et la nécessité.
Selon Schopenhauer, la forme impérative et surtout, "a priori" de la morale kantienne est encore très clairement trop inspirée du décalogue et, plus précisément, encore bien trop dépendante de la croyance en une "divinité transcendante".
Et Schopenhauer conteste aussi  le "légalisme" que prend la réflexion kantienne sur la morale. Selon Schopenhauer, Kant admet sans démonstration mais surtout, par pur "préjugé", l’existence immanente de "lois morales" a priori.
Ainsi, l'"impératif catégorique", en apparence si inconditionné, finit en réalité par reposer sur une "redéfinition"  du "souverain bien" (une forme laïcisée de "salut moral") où celui-ci n'est en réalité envisagé que comme une hypothétique "récompense" (dans la Critique de la raison pratique) et ce "souverain bien" est appuyé surtout sur le postulat qu'il doit y avoir une "nécessité morale" compatible avec la "nécessité physique". Plus généralement, selon Schopenhauer, toute morale, basée sur le devoir, envisagé comme principe, en  arrive inévitablement à présupposer un "principe" transcendant non fondé (au sens de non justifié et, peut-être même, inévitablement "injustifiable"), car une telle morale "déontologique" ne peut  rien "faire" d'autre que de déplacer (indéfiniment ?) la question du fondement.
Selon Schopenhauer, l’hypothèse d’une volonté extérieure et étrangère et surtout, "transcendant" toute détermination sensible et empirique (par exemple: "une volonté divine" ou "une volonté autonome") dictant les devoirs ne devrait pas du tout avoir sa place dans une "philosophie morale". De plus, les notions de "devoir inconditionnel" ou de "devoir absolu" sont des "contradictions in adjecto".

### Des prétendus devoirs envers nous-mêmes
"Ce que je fais est toujours ce à quoi je consens" : de cette affirmation, Schopenhauer conclut  qu'il n’y a pas véritablement d’injustice envers soi-même, ni aussi de devoir ou d'obligation morale de charité envers soi-même parce que celle-ci est "naturelle" au sens de "spontanée" et même d'"instinctive" ou elle n'est pas. Il n’y a donc pas de devoirs envers nous-mêmes. La morale est donc une conception et surtout, une pratique variable qui découle de la culture particulière (et surtout de l'éducation) d'un individu.

### De la critique du fondement de la morale chez Kant
Pour Schopenhauer, la distinction entre l’a priori et l’a posteriori dans la connaissance est très féconde. 
Il n'y a donc rien de surprenant à ce que Kant cherche à l’appliquer, abusivement cependant, partout.
Mais, pour Schopenhauer, "l’impératif catégorique" n'est qu'une coquille sans noyau : il ne repose sur rien d’empirique, et il ne repose pas non plus sur "l'essence véritable" de l’homme que seules la méditation et la contemplation métaphysique peuvent nous faire "saisir" intuitivement. De plus, la "raison pure pratique" n’est pas comprise, par Kant, comme étant seulement l'intellect de l’homme : selon Schopenhauer, cette raison pratique est malencontreusement "hypostasiée" par Kant comme une faculté "universelle", présente en  tous les « êtres raisonnables ». Or, cette raison "pure pratique" ne nous est  effectivement "connue" que chez l’homme et elle est sous la dépendance, peut-être, de "qualités psychologiques" qui sont « non raisonnables » comme pourrait tendre à nous le faire penser "l'instinct ouvrier" que l'on peut, lui, observer, chez de très  nombreux animaux.
Ces mêmes "hypostases" que Kant a dénoncées dans la critique de la raison pure, Schopenhauer remarque que Kant les utilise en les réhabilitant dans la morale après les avoir rendu judicieusement illégitimes  dans sa "critique de la métaphysique" contenue dans sa théorie de la connaissance.
De plus, dans la Critique de la raison pure, Kant a aussi limité la portée de l'usage des "concepts purs de l’entendement" à la connaissance des  phénomènes, alors qu’il les utilise pour sa "philosophie morale" après les avoir, très malencontreusement, rebaptisés des Idées.
Sa prétendue "loi morale" devrait donc être une simple forme des "phénomènes de jugements moraux", alors qu’au contraire, selon Kant, cette supposée "loi morale", qui se "phénoménalise" à la conscience morale comme un impératif catégorique, l'autorise à  mettre en relation la morale avec la chose en soi (c'est-à-dire la "Volonté" telle que la conçoit Schopenhauer) mais aussi le "caractère intelligible" qui, pour Schopenhauer comme pour Kant avant lui, est ce qui permet de construire une certaine intelligibilité du caractère acquis et empirique des personnes.
Il est important de signaler ici qu'en écrivant "le fondement de la morale" en réponse à un concours, Schopenhauer s'est efforcé de traiter ce problème sans trop faire appel aux concepts fondamentaux de sa propre philosophie, mais pourtant ces concepts sont  présents "en creux" dans cet ouvrage. Et pour bien comprendre le propos essentiel de Schopenhauer, il faut bien être conscient qu'ils ne peuvent pas être complètement ignorés par le lecteur.
Pour Kant, n’est moral que l’acte commandé par le devoir; or, Schopenhauer, parce qu'il considère comme "chimérique" (on pourrait dire "délirant d'idéalisme")  l'idée que la volonté pourrait être autonome en ne se fondant pas sur un mobile et un motif déterminant qui s'enracine dans la sensibilité, est amené à considérer qu'agir par devoir, c'est en réalité agir par pure "contrainte" et donc, il en conclut que la morale du devoir est, inévitablement, une "morale d’esclave" contraire non seulement à toute "l'éthique chrétienne" mais aussi, à toute "éthique proprement humaine" car, selon Schopenhauer, un individu n'est véritablement humain qu'en faisant l'effort (probablement "vain et inutile" : c'est là un signe du pessimisme de Schopenhauer) d'affranchir son intellect du service des impulsions de son "vouloir-vivre".
Et c'est là, la raison principale pour laquelle, malgré ses réserves considérables envers la conception kantienne de "la moralité", Schopenhauer reste d'accord avec lui sur un point précis :  entre humains, on doit toujours davantage "juger" autrui sur ses intentions plutôt que sur les résultats ou sur les effets "contingents" de ses actions et c'est  aussi là une des raisons pour lesquelles la compassion prend dans son éthique - éthique qui ne se veut pas "normative" mais seulement "descriptive"- néanmoins un caractère relativement "impératif". Donc si on reprend la distinction fréquente aujourd'hui entre "morale déontologique" et "morale conséquentialiste" bien que la conception de la morale défendue par Schopenhauer ne soit pas une morale du "devoir-être" (donc déontologique) elle est encore moins du deuxième type mentionné, puisque, selon lui, une morale d'un tel type ne pourrait être qualifiée que de "morale immorale".
La compassion n'est pas tant, pour Schopenhauer, une vertu que l'on doit pratiquer d'abord dans nos actions qu'une "attention sensible" que l'on doit témoigner envers autrui et il appuie cette idée sur la thèse que nos actions sont moins les conséquences de ce que nous sommes libres de décider que de ce que nous sommes essentiellement et volontairement, sans l'avoir choisi, alors qu'au contraire, même si nous ne sommes pas totalement libres de "juger" ou d'évaluer autrui en faisant abstraction de nos propres intérêts et passions, il nous est moins difficile et "insurmontable" de le "juger" avec une certaine "aménité" et une certaine "bienveillance", car la compassion (assez malheureusement traduite par "pitié") est une forme spécifiquement humaine d’empathie qui nous relie et nous unit à tous les êtres humains mais aussi aux étants sensibles de la nature.
Par contre, pour Schopenhauer, le respect -qui pour Kant est le seul sentiment pratique non "pathologique"- n’est rien d'autre  qu'un "signe de  soumission" aux exigences passionnelles souvent trop délirantes et arbitraires de l'amour propre et donc aussi de la vanité. (Pour Schopenhauer, la notion de respect de la loi, n'a pas d'autre sens que celui d'obéissance à la loi, mais ici la notion d'obéissance signifie seulement soumission puisqu'une "loi" n'a, en son principe, aucune composante de valeur morale)
On confond souvent pour la morale : 
- le fondement : la raison ou la cause "profonde" de la moralité. Selon Schopenhauer, ce fondement (i.e. la compassion) est difficile à trouver.
- le principe : son exposé succinct (par exemple, à travers une maxime) tel qu'il se représente à la conscience morale (souvent "superficielle") (ce principe est lui, "facile" à trouver).

Kant les confond alors qu’il aurait, selon Schopenhauer, dû savoir mieux les séparer.
Pour Schopenhauer le meilleur principe moral est Neminem laede, imo omnes, quantum potes, juva : ne nuis à personne, et quand tu peux, aide.

#### Qu’en est-il de la loi morale, pierre fondamentale de l’éthique de Kant?
Selon Schopenhauer, le contenu de la loi kantienne se réduit à l'exigence formelle d’universalité.
En appuyant la morale sur l’impératif catégorique, Kant ne prend pas suffisamment en compte la "naissance", l'apparition ou "l'émergence" de la morale chez les êtres humains de chair et d'os et notamment chez l'enfant car la loi n’impose jamais son influence que si elle est imposée. Selon Schopenhauer, il n’y a donc pas véritablement de "ressort" ou de mobile moral chez Kant.
Ce "ressort", au contraire, devrait être l'objet d'une expérience spontanée.
Le second défaut de la morale kantienne est donc, en conséquence, son manque d’efficacité et de réalité.
Kant, lui, a essayé d'imposer l’hypothèse de la liberté de notre volonté, or, pour Schopenhauer la "liberté"  n’est qu’une Idée comme Kant l’a lui-même démontré.
L’erreur de Kant est donc d’avoir admis une « raison pratique » en lui accordant un "crédit" transcendantal.
Mais la raison (Vernunft) n’est, en réalité, que le pouvoir de réunir des concepts (notions enveloppantes) sous la condition du langage. L’homme dépend, comme tout être vivant, de ses pulsions, mais aussi de ces motifs qui ne sont principalement que des concepts (des représentations de représentations) abstraites. Avec l'acquisition de la rationalité, l'être humain  gagne donc certes une liberté "relative" de telle sorte que sa volonté n'est pas que la Volonté comprise comme principe actif et déterminant du monde.
L’entendement (Verstand) fait usage de la catégorie a priori de causalité qu’ont, eux aussi, les animaux, même s'ils en font un usage bien moins réfléchi que les humains.
Mais ces considérations n’ont, en fin de compte, selon Schopenhauer que très peu à voir avec la justice et la charité qui sont les vertus morales essentielles.
Car un homme peut être rationnel ou raisonnable tout en étant égoïste, injuste, "pervers" et même "cruel".
Selon Schopenhauer, Kant est le premier à avoir voulu aussi complètement identifier morale et raison.
Or, en "déifiant" la raison, Kant néglige, trop imprudemment, de prendre en compte les considérations linguistiques et historiques pouvant nous indiquer  ce qu'est vraiment la raison et  il ne tient aussi pas assez compte du fait que les hommes ne se sont jamais mis d’accord sur la morale.
Une des conclusions de Schopenhauer est que c’est "la psychologie rationnelle"- une ancienne branche de la métaphysique dont Kant avait pourtant réussi, dans "la critique de la raison pure", à critiquer et à délégitimer les prétentions à produire des connaissances objectives et plus précisément encore à critiquer la séparation dualiste du corps et de l’âme inaugurée par le Phédon- qui ressurgit chez Kant, sans qu’il s’en aperçoive.

#### Du principe premier de la morale chez Kant
En poursuivant son examen critique de la "philosophie de la morale" de Kant, Schopenhauer en arrive à vouloir établir les conclusions suivantes :
L’impératif catégorique repose en réalité sur un principe (il serait mieux de dire "fondement' premier) très "surprenant" pour le lecteur naïf de Kant: l’égoïsme !
En effet, si cet impératif est tellement mis en avant par Kant c'est pour prévoir le cas où le "je" se retrouverai en situation d'agent "passif", c'est-à-dire pâtissant des actions des autres.
S’il s’agissait seulement de fonder la société, l'impératif catégorique pourrait suffire, mais pas pour "la signification morale" de l'existence.
Il est à noter ici que pour Schopenhauer, le devoir moral et la vertu éthique, bien qu'ils ne soient pas des impératifs "catégoriques" ou "absolus", ne sauraient, en aucun cas, être réduits à un devoir ou une vertu "civil" ou social car les exigences sociales n'ont, en elles-mêmes, rien de morales ou d'éthiques.  
Donc Schopenhauer conclut que la règle kantienne n'est, bel et bien, qu'un impératif hypothétique (cf impératif catégorique) dicté en "réalité", au mieux par la prudence de l'intérêt bien compris, et au pire et le plus communément  par l'égoïsme.

#### Les formes dérivées du principe premier de la morale selon Kant
Par ailleurs, Kant définit tout être raisonnable comme une « fin en soi ». Selon Schopenhauer, ce concept de "fin en soi" est aussi une "contradictio in adjecto" : car une « fin » ne peut être uniquement que "l’objet" d’une volonté.
Une seconde caractéristique de la philosophie de la morale de Kant qui "offense" la "véritable morale"  est que  "les êtres non raisonnables doivent donc être traités comme des choses, comme des moyens". C’est, selon l'opinion de Schopenhauer, là, un trait caractéristique d'une morale "judaïque". Selon Schopenhauer, en effet, "les religions du livre"  n’ont pas "un regard" de compassion pour les bêtes, au contraire des philosophies orientales.
Car, pour "ces religions du Livre" la seule "valeur" c'est premièrement la loi en tant qu'expression d'une volonté transcendante, deuxièmement l'être humain et troisièmement, par restriction du tout à la partie, la raison.
Troisième point: "l’autonomie de la volonté" comme justification de la reconnaissance de "la dignité humaine". Kant "pose" un nouveau type d’actions : les actions accomplies sans intérêts et sans motifs. 
Et les actions "morales" devraient être uniquement celles qu'inspirent la justice et la charité en étant inspiré par l'idée de dignité intrinsèque de l'homme ?
Les "post-kantiens" se sont, ensuite, servis de cette notion nébuleuse de "dignité humaine" supposée, pour justifier parfois "n’importe quoi". Or, le caractère d’être "relative" est un caractère essentiel de toute "valeur".
Selon Schopenhauer, quand les idées manquent de contenu, les mots et l'emphase viennent souvent  en tenir la place, et le mot de dignité humaine est "un concept vide".
En conclusion, pour Schopenhauer, "La morale de Kant", indémontrable et inaccessible à l’expérience, n’a donc rien pour nous faire croire en la plausibilité de son existence et ce qui est encore plus important, en sa validité.

#### La théorie de la conscience chez Kant
Selon Schopenhauer, Kant utilise trop fréquemment des termes et des notions de droit, alors qu’il est clair que la morale "ne se passe pas" de cette manière en nous.
Le "tribunal intérieur de la conscience"  mène chez Kant soit à "la schizophrénie" soit à Dieu.
Dépouillée de sa forme juridique "superficielle", il n'en reste plus qu’une "mauvaise conscience" dont le propre est de s’attacher trop au seul fait du tort ou du dommage lui-même et non aux conséquences. De plus, ce tort ou ce dommage est trop unilatéralement envisagé en rapport au mal qu’on a causé et pas assez en rapport à celui qu'on a subi.

#### La théorie du caractère intelligible et du caractère empirique chez Kant. Théorie de la liberté
Schopenhauer rappelle cependant ce qui constitue "un grand mérite" de Kant : avoir "concilié" la liberté avec la nécessité. Malgré la théorie qui donne la primauté à la nécessité causale, il y a, en elle, la conscience "d’un pouvoir propre de l’agent". 
D’où, la notion importante  de "responsabilité morale".
Là, le mérite de Kant est d’avoir su distinguer entre le phénomène et la chose en soi, et cette dernière distinction permet de concevoir la coexistence de la liberté et de la nécessité.
Étant donné un individu et un "cas" auquel il est confronté, il n’y a, en réalité alors, qu’une seule action possible pour lui. 
La liberté n’appartient donc pas au "caractère empirique" mais au "caractère intelligible". 
C’est seulement en tant qu’un homme est conçu en tant qu'"être en soi" et non en tant que "fin en soi" qu’il y a de la liberté humaine. On trouve déjà cette idée chez Platon avec la théorie des âmes dans le livre 10 de la république.

### La morale de Fichte, prise comme miroir propre à grossir les défauts de la morale de Kant
La doctrine des mœurs réduite en système de Fichte est, selon Schopenhauer, une caricature de la philosophie kantienne, un système de "fatalisme moral", de "destin moral".

## Explication métaphysique du fait moral premier (la compassion)
Le principe d'individuation n'est "qu'une illusion" représentative de notre principe de connaissance et ce principe est ancré dans le temps et l'espace conçus comme des "formes a priori de l'intuition". 
En dehors de "notre mode de connaissance" où l'intellect est aveuglé par  le "voile de Mâyâ" de l'illusion, il y a la chose en soi, la Volonté. 
Cette Volonté est "présente"  en toute chose (tout phénomène) comme "principe" universel en dehors du temps et de l'espace. 
La compassion s'éprouve à l'instant où l'on se reconnait entièrement et intégralement dans l'autre (cet autre pouvant n'avoir rien d'humain), et cet "instant éternel" est un instant où on partage les souffrances de l'autre au-delà des limites de notre propre peau. 
Et cette intuition est "le début" de la "révélation" de cette grande vérité "non discursive" héritée des Védas (plus anciens textes indiens) : 
tat tvam asi en sanskrit « tu es cela ». La Volonté se reconnait dans l’autre. Le voile de Mâyâ est alors, au moins transitoirement, levé et la vie peut en être radicalement bouleversée.